# Gunnar Agfors
Gunnar Agfors, född 5 juli 1930 i Sankt Görans församling, Stockholm, död 14 oktober 2024 i Stenungsund, var en svensk civilingenjör och företagsledare.
Efter utbildning vid KTH arbetade Agfors vid Mo och Domsjö i Örnsköldsvik 1956–1960, och var projektchef för återvinning och cirkulation av kok-kemikalierna vid övergången till 2-stegskokning. Från 1961 var han projektchef för MoDo:s del av petrokemietableringen i Stenungsund. Från 1972 var han VD för MoDoKemi, omdöpt till Berol efter förvärv av Statsföretag 1972. Från 1980 var han VD i OPAB (Oljeprospektering AB) och Svenska Petroleum Exploration AB.
Agfors var 1990–1998 VD/styrelseledamot i Neste Petroleum AS. Han hade offentliga uppdrag som regeringsexpert under OAPC-aktionen 1973/1974  och i Petrokemi- Olje- och Naturgasfrågor 1973–1980, var ordförande i expertgruppen EKB i Energikommissionen 1976–1978, samt hade  styrelseuppdrag i bl.a. Svenska Petroleum AB, Överstyrelsen för Ekonomiskt Försvar, Vattenfall m.fl. 1978–1981.
Agfors invaldes 1972 som ledamot av Ingenjörsvetenskapsakademien. Han tilldelades Finsk förtjänstorden samt RVO.